# Thủ tướng Thổ Nhĩ Kỳ
Thủ tướng Cộng hoà Thổ Nhĩ Kỳ (tiếng Thổ Nhĩ Kỳ: Türkiye Cumhuriyeti Başbakanı) là người đứng đầu chính phủ của Cộng hoà Thổ Nhĩ Kỳ từ năm 1920 đến 2018. Thủ tướng là lãnh đạo của liên minh chính trị ở Quốc hội Thổ Nhĩ Kỳ (Meclis) và lãnh đạo nội các. Người cuối cùng giữ chức là Binali Yildirim của Đảng Công lý và Phát triển (AKP), người đã giữ chức ngày 24 tháng 5 năm 2016. Sau cuộc trưng cầu ý dân về hiến pháp năm 2017, chức vụ thủ tướng bị bãi bỏ.

## Lịch sử
Trong Đế chế Ottoman, thủ tướng được gọi là tể tướng (tiếng Thổ Nhĩ Kỳ: Sadrazam). Sau khi Tanzimat trong thời kỳ thế kỷ 19, đại tể tướng nắm vai trò như các thủ tướng chế độ quân chủ Tây Âu đương đại..Sau đó, với sự thành lập hiến pháp Ottoman năm 1876, một quốc hội đã được thành lập để giám sát thủ tướng, và thủ tướng chính phủ được thành lập một nội các. Với các sửa đổi trong Kỷ nguyên Hiến pháp thứ Hai, Thủ tướng chịu trách nhiệm trước nghị viện chứ không phải là vua. Cuối cùng, với tuyên ngôn của nền cộng hòa ở 1923, người bổ nhiệm thủ tướng đã trở thành tổng thống, thay vì sultan.

## Các cựu Thủ tướng còn sống
| Thủ tướng            | Ngày sinh         | Ghi chú               |
| -------------------- | ----------------- | --------------------- |
| Tansu Çiller         | 24 tháng 5, 1946  |                       |
| Mesut Yılmaz         | 6 tháng 11, 1947  |                       |
| Abdullah Gül         | 29 tháng 10, 1949 | Tổng thống Thổ Nhĩ Kỳ |
| Recep Tayyip Erdoğan | 26 tháng 2, 1954  | Tổng thống Thổ Nhĩ Kỳ |
| Ahmet Davutoğlu      | 26 tháng 2, 1959  |                       |
| Binali Yıldırım      | 20 tháng 12, 1955 |                       |